# زیگفرید اوبرگ
زیگفرید اوبرگ (انگلیسی: Sigfrid Öberg; ۲۲ فوریهٔ ۱۹۰۷ – ۲ آوریل ۱۹۴۹) بازیکن هاکی روی یخ اهل سوئد بود.